# Lijst van voetbalinterlands Engeland - Joegoslavië
Deze lijst van voetbalinterlands is een overzicht van alle officiële voetbalwedstrijden tussen de nationale teams van Engeland en Joegoslavië. De landen speelden in totaal veertien keer tegen elkaar. De eerste ontmoeting, een vriendschappelijke wedstrijd, werd gespeeld in Belgrado op 18 mei 1939. Het laatste duel, eveneens een vriendschappelijke wedstrijd, vond plaats op 13 december 1989 in Londen.

## Wedstrijden
| №  | Plaats   | Datum            | Competitie           | Wedstrijd              | Uitslag |
| -- | -------- | ---------------- | -------------------- | ---------------------- | ------- |
| 1  | Belgrado | 18 mei 1939      | Vriendschappelijk    | Joegoslavië – Engeland | 2 – 1   |
| 2  | Londen   | 22 november 1950 | Vriendschappelijk    | Engeland – Joegoslavië | 2 – 2   |
| 3  | Belgrado | 16 mei 1954      | Vriendschappelijk    | Joegoslavië – Engeland | 1 – 0   |
| 4  | Londen   | 28 november 1956 | Vriendschappelijk    | Engeland – Joegoslavië | 3 – 0   |
| 5  | Belgrado | 11 mei 1958      | Vriendschappelijk    | Joegoslavië – Engeland | 5 – 0   |
| 6  | Londen   | 11 mei 1960      | Vriendschappelijk    | Engeland – Joegoslavië | 3 – 3   |
| 7  | Belgrado | 9 mei 1965       | Vriendschappelijk    | Joegoslavië – Engeland | 1 – 1   |
| 8  | Londen   | 4 mei 1966       | Vriendschappelijk    | Engeland – Joegoslavië | 2 – 0   |
| 9  | Florence | 5 juni 1968      | EK 1968              | Engeland – Joegoslavië | 0 – 1   |
| 10 | Londen   | 11 oktober 1972  | Vriendschappelijk    | Engeland – Joegoslavië | 1 – 1   |
| 11 | Belgrado | 5 juni 1974      | Vriendschappelijk    | Joegoslavië – Engeland | 2 – 2   |
| 12 | Londen   | 12 november 1986 | EK 1988 kwalificatie | Engeland – Joegoslavië | 2 – 0   |
| 13 | Belgrado | 11 november 1987 | EK 1988 kwalificatie | Joegoslavië – Engeland | 1 – 4   |
| 14 | Londen   | 13 december 1989 | Vriendschappelijk    | Engeland – Joegoslavië | 2 – 1   |

## Samenvatting
| Competitie        | Totaal gespeeld | Winst Engeland | Gelijk | Winst Joegoslavië | Doelsaldo Engeland – Joegoslavië |
| ----------------- | --------------- | -------------- | ------ | ----------------- | -------------------------------- |
| EK-eindronde      | 1               | 0              | 0      | 1                 | 0 − 1                            |
| EK-kwalificatie   | 2               | 2              | 0      | 0                 | 6 − 1                            |
| Vriendschappelijk | 11              | 3              | 5      | 3                 | 17 − 18                          |
| Totaal            | 14              | 5              | 5      | 4                 | 23 − 20                          |

Wedstrijden bepaald door strafschoppen worden, in lijn met de FIFA, als een gelijkspel gerekend.

## Details

### Twaalfde ontmoeting
| EK 1988 kwalificatie (Londen, Verenigd Koninkrijk, 12 november 1986): |       |             |
| Engeland                                                              | 2 – 0 | Joegoslavië |
| Gary Mabbutt 21' Viv Anderson 57'                                     | goals |             |

### Dertiende ontmoeting
| EK 1988 kwalificatie (Belgrado, Joegoslavië, 11 november 1987): |       |                                                                    |
| Joegoslavië                                                     | 1 – 4 | Engeland                                                           |
| Srečko Katanec 80'                                              | goals | 4' Peter Beardsley 17' John Barnes 20' Bryan Robson 25' Tony Adams |

### Veertiende ontmoeting
| Vriendschappelijk (Londen, Verenigd Koninkrijk, 13 december 1989):                                                                                                   |              | |
| Engeland | 2 – 1        | Joegoslavië |
| Bryan Robson 1' Bryan Robson 70' | goals        | 17' Haris Škoro |
| Bobby Robson | bondscoach   | Ivica Osim |
| Peter Shilton 46' Paul Parker Stuart Pearce 46' Michael Thomas 67' Des Walker Terry Butcher Bryan Robson 75' David Rocastle 67' Steve Bull Gary Lineker Chris Waddle | opstellingen | Tomislav Ivković Vujadin Stanojković 83' Predrag Spasić Zoran Vulić Faruk Hadžibegić 78' Dragoljub Brnović Haris Škoro 78' Safet Sušić Dragan Stojković Toni Savevski Radmilo Mihajlović |
| Dave Beasant 46' Tony Dorigo 46' David Platt 67' Stephen Hodge 67' Steve McMahon 75'                                                                                 | wissels      | 78' Robert Prosinečki 78' Andrej Panadić 83' Gordan Petrić |
| Stuart Pearce ??' | gele kaarten | ??' Toni Savevski |
| - Openingsdoelpunt van Bryan Robson (Engeland) valt na 38 seconden. - Debuut van Tony Dorigo (Chelsea FC) voor Engeland.                                             |              | |